# Stropkov

Stropkov (allemand : Stroppkau, hongrois : Sztropkó) est une ville de la région de Prešov en Slovaquie, dans la région historique de Šariš.

## Histoire
Première mention écrite de la ville en 1404.
La ville comptait une importante communauté juive. Au cours de la Seconde Guerre mondiale, les antisémites slovaques de la Garde Hlinka persécutent les Juifs et les déportent vers les camps d'extermination.
Un important cimetière juif encore visible est le reste de la présence de cette communauté,

## Démographie

### Évolution de la population
| Année:               | 1994.  | 2004.   | 2014.   | 2024.    |
| -------------------- | ------ | ------- | ------- | -------- |
| Nombre de personnes: | 10 411 | 10 822  | 10 762  | 9683     |
| Différence:          |        | +3,94 % | -0,55 % | -10,02 % |

| Année:               | 2023. | 2024.   |
| -------------------- | ----- | ------- |
| Nombre de personnes: | 9788  | 9683    |
| Différence:          |       | -1,07 % |

## Quartiers
Stropkov, Bokša, Sitník

## Personnalités liées à la ville
- Beáta Dubasová est née à Stropkov
- Ľuboš Micheľ est ancien arbitre de football